# Упередження автоматизації
Упередження автоматизації — це схильність людей віддавати перевагу пропозиціям автоматизованих систем прийняття рішень та ігнорувати суперечливу інформацію, отриману без автоматизації, навіть якщо вона правильна. Упередження  автоматизації описане в літературі з соціальної психології, яка виявила упередження у взаємодії між людьми, яке показало, що люди дають більш позитивні оцінки рішенням, прийнятим людьми, ніж нейтральному об'єкту. Такий самий тип позитивного упередження було виявлено для взаємодії людини та автоматизації, де автоматизовані рішення оцінюються більш позитивно, ніж нейтрально. Це стає дедалі більшою проблемою для прийняття рішень, оскільки відділення інтенсивної терапії, атомні електростанції та кабіни літаків все більше інтегрують комп'ютеризовані системні монітори та допоміжні засоби прийняття рішень, які переважно виключають можливі людські помилки. Помилки автоматизації, як правило, виникають, коли прийняття рішень залежить від комп'ютерів або інших автоматизованих допоміжних засобів, а людина виконує роль спостерігача, але може приймати рішення. Приклади упередженості автоматизації варіюються від термінових справ, таких як політ літака з автопілотом, до таких повсякденних справ, як використання програм перевірки орфографії.

## Невикористання та неправильне використання
Довіра оператора до системи також може призвести до різних взаємодій із системою, включаючи використання системи, неправильне використання, невикористання та зловживання. 
Тенденція до надмірної залежності від автоматизованих допоміжних засобів відома як «зловживання автоматизацією». Неправильне використання автоматизації можна помітити, коли користувач не може належним чином контролювати автоматизовану систему або коли автоматизована система використовується, коли вона не повинна використовуватися. Це відрізняється від невикористання, коли користувач не використовує автоматизацію належним чином, вимикаючи її або ігноруючи. Як неправильне використання, так і невикористання можуть бути проблематичними, але упередження автоматизації безпосередньо пов'язане з неправильним використанням автоматизації через надмірну довіру до можливостей системи або схильність евристичних методів. Неправильне використання може призвести до відсутності керування автоматизованою системою або сліпої згоди з пропозицією автоматизованої системи, класифікованою за двома типами помилок, помилки упущення та помилки вчинення відповідно.
Використання та невикористання автоматизації також може впливати на етапи обробки інформації: збирання інформації, аналіз інформації, прийняття рішень і вибір дій, а також виконання дій. 
Наприклад, збирання інформації, перший крок в обробці інформації, є процесом, за допомогою якого користувач реєструє введені дані за допомогою органів чуття.  Автоматизований датчик двигуна може допомогти користувачеві з отриманням інформації за допомогою простих функцій інтерфейсу, таких як підсвічування змін у продуктивності двигуна, таким чином спрямовуючи вибіркову увагу користувача. Стикаючись із проблемами, пов'язаними з літаком, пілоти можуть бути схильними довіряти вимірювальним приладам двигуна літака, упускаючи з уваги інші можливі несправності, не пов'язані з двигуном. Таке ставлення є формою самозаспокоєння та неправильного використання автоматизації. Проте, якщо пілот приділяє час інтерпретації датчика двигуна та відповідному маніпулюванню літальним апаратом, лише для того, щоб виявити, що турбулентність польоту не змінилася, пілот може бути схильний ігнорувати майбутні рекомендації щодо помилок, передані датчиком двигуна — формою самозаспокоєння автоматизацією, що призводить до невикористання.

## Помилки вчинення та упущення
Упередження автоматизації може набувати форми помилок вчинення, які виникають, коли користувачі виконують автоматизовану директиву, не беручи до уваги інші джерела інформації. І навпаки, помилки упущення виникають, коли автоматизовані пристрої не можуть виявити або вказати на проблеми, а користувач їх не помічає, оскільки він не належним чином контролює систему.
Було показано, що помилки упущення є результатом зниження когнітивної пильності, тоді як помилки вчинення є результатом поєднання неврахування інформації та надмірної довіри до надійності автоматизованих допоміжних засобів. Помилки вчинення відбуваються з трьох причин: (1) явне перенаправлення уваги від автоматизованої допомоги; (2) зниження уваги до допомоги; (3) активне нехтування інформацією, яка суперечить рекомендаціям допомоги. Помилки упущення виникають, коли особа, яка приймає рішення, не помічає збій автоматизації через низьку пильність або надмірну довіру до системи. Наприклад, програма перевірки орфографії, яка помилково позначає слово як неправильно написане та пропонує альтернативу, призведе до помилки вчинення, а програма перевірки орфографії, яка не помітить неправильно написане слово, призведе до помилки упущення. У цих випадках упередження автоматизації може спостерігатися, коли користувач приймає альтернативне слово, не звернувшись до словника, або користувач, не помічає неправильно написаного слова та припускає, що всі слова правильні, не переглядаючи слова.
Навчання, яке було зосереджено на зменшенні упередженості автоматизації та пов'язаних з цим проблем, показало зниження рівня помилок вчинення, але не помилок упущення.

## Фактори
Наявність автоматичних допоміжних засобів, як стверджує одне джерело, «зменшує ймовірність того, що особи, які приймають рішення, докладуть когнітивних зусиль для пошуку іншої діагностичної інформації або опрацюють всю доступну інформацію когнітивно складними способами». Це також підвищує ймовірність того, що користувачі надто поспішно прийдуть до висновку про свою оцінку ситуації після того, як автоматична допомога підкаже їм вжити певних дій.
Згідно з одним джерелом, є три основні фактори, які призводять до упередженості автоматизації. По-перше, людська схильність вибирати найменш когнітивний підхід до прийняття рішень, що називається гіпотезою когнітивного скнарства. По-друге, схильність людей розглядати автоматизовані допоміжні засоби як такі, які мають аналітичні здібності, що перевершують їхні власні. По-третє, схильність людей зменшувати свої власні зусилля, розподіляючи завдання з іншою особою або за допомогою автоматизованої допомоги.
Інші фактори, що призводять до надмірної залежності від автоматизації та, отже, до упередженості автоматизації, включають недосвідченість у виконанні завдання (хоча недосвідчені користувачі, як правило, отримують найбільшу користь від автоматизованих систем підтримки прийняття рішень), відсутність впевненості у власних силах, відсутність легкодоступної альтернативної інформації або бажання заощадити час і зусилля на складних завданнях або великих навантаженнях. Було показано, що люди, які мають більшу впевненість у своїх власних здібностях приймати рішення, як правило, менше покладаються на зовнішню автоматизовану підтримку, тоді як ті, хто більше довіряє системам підтримки прийняття рішень, були більш залежними від них.

### Дизайн екрану
Одне дослідження, опубліковане в Журналі Американської асоціації медичної інформатики, показало, що розташування та помітність порад на екрані можуть вплинути на ймовірність упередження автоматизації, оскільки чітко відображені поради, правильні чи ні, з більшою ймовірністю будуть дотримані; інше дослідження, однак, здавалося, знеціює важливість цього фактора. Згідно з іншим дослідженням, більша кількість деталей на екрані може зробити користувачів менш «консервативними» і таким чином збільшити ймовірність упередження автоматизації. Одне дослідження показало, що покладання на людей відповідальності за їх ефективність або точність рішень зменшує упередження автоматизації.

### Доступність
«Доступність автоматизованих засобів прийняття рішень, — зазначається в одному дослідженні Лінди Скітки, — іноді може сприяти загальній людській схильності рухатися шляхом найменших когнітивних зусиль».

### Усвідомлення процесу
Одне дослідження також виявило, що коли користувачі дізнаються про процес міркування, який використовується системою підтримки прийняття рішень, вони, ймовірно, відповідно відкоригують свою довіру, таким чином зменшуючи упередження автоматизації.

### Команда проти особи
Виконання робіт бригадами замість окремих осіб не обов'язково усуває упередження автоматизації. Одне дослідження показало, що коли автоматизованим пристроям не вдавалося виявити порушення системи, команди були не більш успішними, ніж індивідуальні виконавці, реагуючи на ці порушення.

### Навчання
Навчанням, яке зосереджується на упередженні автоматизації в авіації, вдалося зменшити кількість помилок студентів-пілотів.

### Збій автоматики та «навчена неуважність»
Було показано, що збій автоматизації супроводжується падінням довіри оператора, яке, у свою чергу, змінюється повільним відновленням довіри. Зниження довіри після початкового збою автоматизації було описано як ефект першого збою. Таким же чином, якщо автоматизовані допоміжні засоби з часом виявляться високонадійними, результатом, швидше за все, буде підвищений рівень автоматизації. Це називається «навчена неуважність».

### Надання інформації про надійність системи
У випадках, коли користувачам надається інформація про надійність системи, сама ця інформація може стати чинником упередження автоматизації.

### Зовнішній тиск
Дослідження показали, що чим сильніший зовнішній тиск чиниться на когнітивні здібності людини, тим більше він або вона може покладатися на зовнішню підтримку.

### Проблеми визначення
Незважаючи на те, що упередження автоматизації було предметом багатьох досліджень, продовжують надходити скарги на те, що упередження автоматизації залишається погано визначеним, а повідомлення про випадки, пов'язані з упередженням автоматизації, є несистематичними.
Огляд різних досліджень упередження автоматизації класифікував різні типи завдань, у яких використовувалися автоматизовані допоміжні засоби, а також те, які функції виконували автоматизовані допоміжні засоби. Завдання, у яких використовувалися автоматизовані допоміжні засоби, класифікували як завдання моніторингу, завдання діагностики або завдання керування. Типи автоматизованої допомоги були перераховані як автоматизація сповіщень, яка відстежує важливі зміни та сповіщає користувача, автоматизація підтримки прийняття рішень, яка може надати діагноз або рекомендацію, або автоматизація впровадження, де автоматизована допомога виконує певне завдання.

## Самозаспокоєння, спричинене автоматизацією
Концепція упередження автоматизації розглядається як перетин із самозаспокоєнням, викликаним автоматизацією, також відомим просто як самозаспокоєння автоматизації. Як і упередження автоматизації, це є наслідком неправильного використання автоматизації та включає проблеми з увагою. У той час як упередження автоматизації передбачає схильність довіряти системам підтримки прийняття рішень, самозаспокоєння автоматизацією передбачає недостатню увагу та моніторинг результатів автоматизації, зазвичай тому, що цей результат вважається надійним. «Хоча концепції самозаспокоєння та упередження автоматизації обговорювалися окремо, ніби вони були незалежними, — пише один експерт, — вони мають кілька спільних рис, що свідчить про те, що вони відображають різні аспекти того самого типу неправильного використання автоматизації». Дійсно, було запропоновано об'єднати поняття самозаспокоєння та упередження автоматизації в єдину «інтегративну концепцію», оскільки ці дві концепції «можуть представляти різні прояви збігаються явищ, спричинених автоматизацією», і тому, що «самозаспокоєння автоматизації та упередження автоматизації» являють собою тісно пов'язані теоретичні концепції, які демонструють значне перекриття щодо основних процесів".
Самозаспокоєння автоматизації було визначено як «гірше виявлення несправностей системи в автоматизованому режимі порівняно з ручним керуванням». Система звітності про авіаційну безпеку (ASRS) NASA визначає самозаспокоєння як «самозадоволення, яке може призвести до відсутності пильності на основі невиправданого припущення про задовільний стан системи». Кілька досліджень показали, що найчастіше це відбувається, коли оператори одночасно виконують ручні та автоматизовані завдання. У свою чергу, уявлення операторів про надійність автоматизованої системи можуть впливати на те, як оператор взаємодіє з системою. Ендслі (2017) описує, як висока надійність системи може змусити користувачів відмовитися від систем моніторингу, тим самим збільшуючи кількість помилок моніторингу, знижуючи обізнаність про ситуацію та перешкоджаючи здатності оператора знову взяти на себе контроль над системою в разі перевищення обмежень продуктивності. Це самозаспокоєння може бути різко зменшено, коли надійність автоматизації змінюється з часом замість того, щоб залишатися постійною, але не знижується досвідом і практикою. Як досвідчені, так і недосвідчені учасники можуть демонструвати упередження щодо автоматизації, а також самозаспокоєння автоматизацією. Жодну з цих проблем не можна легко подолати тренуваннями.
Термін «автоматизоване самозаспокоєння» вперше був використаний у зв'язку з авіаційними подіями або інцидентами, під час яких пілоти, авіадиспетчери чи інші працівники не перевіряли належним чином системи, припускаючи, що все гаразд, коли насправді трапилася аварія. самозаспокоєння оператора, незалежно від того, пов'язане з автоматизацією чи ні, давно визнано головним фактором авіаційних аварій.
Таким чином, уявлення про надійність загалом можуть призвести до певної форми іронії автоматизації, за якої більша автоматизація може зменшити когнітивне навантаження, але збільшити можливість помилок моніторингу. Навпаки, низька автоматизація може збільшити навантаження, але зменшити ймовірність помилок моніторингу. Візьмемо, наприклад, пілота, який летить через негоду, коли безперервний грім заважає пілоту зрозуміти інформацію, яку передає диспетчер управління повітряним рухом (УПР). Незважаючи на те, скільки зусиль витрачається на розуміння інформації, яку передає УПР, продуктивність пілота обмежена джерелом інформації, необхідної для виконання завдання. Тому пілот повинен покладатися на автоматичні датчики в кабіні, щоб зрозуміти інформацію про траєкторію польоту. Якщо пілот сприймає автоматизовані вимірювальні прилади як дуже надійні, кількість зусиль, необхідних для розуміння УПР і автоматизованих вимірювальних приладів, може зменшитися. Крім того, якщо автоматичні датчики вважаються високонадійними, пілот може ігнорувати ці датчики, щоб використати розумові ресурси для розшифровки інформації, переданої УПР. Роблячи це, пілот стає самовдоволеним спостерігачем, таким чином ризикуючи пропустити важливу інформацію, що передається автоматизованими датчиками. Проте, якщо пілот вважає, що автоматичні датчики ненадійні, йому тепер доведеться інтерпретувати інформацію з УПР і автоматизованих приладів одночасно. Це створює сценарії, за яких оператор може витрачати непотрібні когнітивні ресурси, коли автоматизація насправді надійна, але також підвищує ймовірність виявлення потенційних помилок у датчиках погоди, якщо вони виникнуть. Щоб відкалібрувати сприйняття пілотом надійності, автоматизація повинна бути розроблена таким чином, щоб підтримувати робоче навантаження на належному рівні, а також гарантувати, що оператор продовжує виконувати завдання моніторингу. Оператор має менше шансів відмовитися від моніторингу, коли надійність системи може змінитися порівняно з системою, яка має постійну надійність (Parasuraman, 1993).
Певною мірою самозаспокоєння користувачів нівелює переваги автоматизації, і коли рівень надійності автоматизованої системи падає нижче певного рівня, автоматизація більше не буде чистим активом. Одне дослідження 2007 року показало, що ця автоматизація відбувається, коли рівень надійності досягає приблизно 70 %. Інші дослідження показали, що автоматизація з рівнем надійності нижче 70 % може бути корисною для людей, які мають доступ до необроблених джерел інформації, які можна поєднувати з результатами автоматизації для підвищення продуктивності.
Смерть через GPS, де смерть людей частково спричинена дотриманням неточних вказівок GPS, є ще одним прикладом самозаспокоєння автоматизацією.

## Сектори
Упередження автоматизації розглядалося в багатьох галузях досліджень. Воно може викликати особливо серйозне занепокоєння в авіації, медицині, управлінні процесами та військових операціях командування та управління.

### Авіація
Спочатку обговорення упередженості автоматизації зосереджувалося переважно на авіації. Автоматизовані допоміжні засоби відіграють все більшу роль у кабінах пілотів, відіграючи все більшу роль у контролі таких польотних завдань, як визначення маршрутів з найменшою витратою палива, навігація, а також виявлення та діагностика несправностей систем. Однак використання цих допоміжних засобів може призвести до менш уважного та менш пильного пошуку та обробки інформації з боку людей. У деяких випадках люди можуть більше довіряти помилковій інформації, яку надають бортові комп'ютери, ніж своїм власним навичкам.
Важливим фактором упередження автоматизації, пов'язаного з авіацією, є ступінь, до якої пілоти сприймають себе відповідальними за завдання, які виконуються автоматизованими засобами. Одне дослідження пілотів показало, що присутність другого члена екіпажу в кабіні не впливає на упередження автоматизації. Дослідження 1994 року порівняло вплив низького та високого рівнів автоматизації на продуктивність пілотів і дійшло висновку, що пілоти, які працюють з високим рівнем автоматизації, витрачали менше часу на самостійне обмірковування рішень щодо польоту.
В іншому дослідженні всі пілоти, які отримували помилкові автоматичні сповіщення, які наказували їм вимкнути двигун, зробили це, хоча ті самі пілоти наполягали в інтерв'ю, що вони не будуть реагувати на таке сповіщення, вимикаючи двигун, а натомість знизять потужність до холостого ходу. Одне дослідження 1998 року показало, що пілоти з приблизно 440-годинним стажем польоту виявляли більше збоїв автоматизації, ніж непілоти, хоча обидві групи продемонстрували ефект самозаспокоєння. У 2001 році дослідження пілотів, які використовували систему автоматизації кабіни, систему індикації двигуна та сповіщення екіпажу (EICAS), показало докази самозаспокоєння. Під час використання системи пілоти виявили менше несправностей двигуна, ніж під час виконання завдання вручну.
У дослідженні 2005 року досвідчені авіадиспетчери використовували високоточне моделювання сценарію УПР (вільного польоту), який передбачав виявлення конфліктів між літаками, які «самовідходять». Вони мали доступ до автоматизованого пристрою, який виявляв потенційні конфлікти на кілька хвилин наперед. Коли пристрій вийшов з ладу ближче до кінця процесу моделювання, значно менше контролерів виявляло конфлікт, ніж коли ситуація була оброблена вручну. Інші дослідження дали подібні результати.
Два дослідження зміщення автоматизації в авіації виявили вищий рівень помилок вчинення, ніж помилок упущення, тоді як інше авіаційне дослідження виявило 55 % рівень помилок упущення і 0 % рівень помилок вчинення. Помилки, пов'язані з автоматизацією, особливо поширені під час крейсерської фази. Коли літак авіакомпанії China Airlines втратив потужність в одному двигуні, автопілот спробував виправити цю проблему, опустивши ліве крило, і ця дія приховала проблему від екіпажу. Коли автопілот був відключений, літак перекинувся вправо і різко знизився, завдавши значних пошкоджень. У 1983 році літак 747 Korean Airlines був збитий над радянським повітряним простором через те, що корейський екіпаж «покладався на автоматику, яка була налаштована неналежним чином, і вони ніколи не перевіряли свій прогрес вручну».

### Охорона здоров'я
Системи підтримки клінічних рішень (CDSS) призначені для допомоги у прийнятті клінічних рішень. Вони мають потенціал для значного покращення в цьому відношенні та призведуть до покращення результатів лікування пацієнтів. Хоча CDSS за правильного використання забезпечує загальне покращення продуктивності, вони також спричиняють помилки, які можуть не розпізнаватися через упередження автоматизації. Однією з небезпек є те, що неправильні поради, надані цими системами, можуть змусити користувачів змінити правильне рішення, яке вони прийняли самостійно. Враховуючи дуже серйозний характер деяких потенційних наслідків упередження автоматизації у сфері охорони здоров'я, особливо важливо знати про цю проблему, коли вона виникає в клінічних умовах.
Іноді упередження автоматизації в клінічних умовах є основною проблемою, яка робить CDSS, загалом, контрпродуктивним; іноді це незначна проблема, переваги якої переважають завдану шкоду. Одне дослідження виявило більше упередження щодо автоматизації серед літніх користувачів, але було зазначено, що це може бути результатом не віку, а досвіду. Дослідження показують, що знайомство з CDSS часто призводить до десенсибілізації та ефекту звикання. Хоча упередження автоматизації частіше виникає серед людей, які не мають досвіду в певному завданні, недосвідчені користувачі демонструють найбільше підвищення продуктивності, коли вони використовують CDSS. В одному дослідженні використання CDSS покращило відповіді клініцистів на 21 %, з 29 % до 50 %, при цьому 7 % правильних відповідей, наданих без CDSS, були змінені на помилкові.
Дослідження 2005 року показало, що коли лікарі первинної медичної допомоги використовували електронні джерела, такі як PubMed, Medline і Google, спостерігалося «від малого до середнього» збільшення правильних відповідей, тоді як у так само невеликому відсотку випадків лікарі були введені в оману їх використанням із цих джерел і змінили правильні відповіді на неправильні.
Дослідження в 2004 і 2008 роках, які включали вплив автоматизованих допоміжних засобів на діагностику раку молочної залози, виявили чіткі докази упередження автоматизації, що включає помилки упущення. Рак, діагностований в 46 % випадків без автоматизованих допоміжних засобів, був виявлені лише в 21 % випадків за допомогою автоматичних допоміжних засобів, які не змогли визначити рак.

### Військова діяльність
Упередження автоматизації може бути вирішальним фактором у використанні інтелектуальних систем підтримки прийняття рішень для військових операцій командування та управління. Одне дослідження 2004 року показало, що ефекти упередження автоматизації сприяли низці фатальних військових рішень, включаючи вбивства дружнім вогнем під час війни в Іраку. Дослідники намагалися визначити правильний рівель автоматизації для систем підтримки прийняття рішень у цій галузі.

### Автомобілі
самозаспокоєння автоматизацією також є проблемою для автоматизованих систем водіння, в яких людина має лише стежити за системою або діяти як резервний водій. Про це, наприклад, йдеться у звіті Національної ради з безпеки на транспорті про смертельну аварію між тестовим транспортним засобом UBER і пішоходом Елейн Герцберг.

## Виправлення
Упередження автоматизації можна пом'якшити, перепроектувавши автоматизовані системи, щоб зменшити помітність дисплея, зменшити складність інформації, або надавати поради у прийнятті рішень як допоміжну, а не директивну інформацію. Навчання користувачів на автоматизованих системах, які створюють навмисні помилки, ефективніше зменшує упередження автоматизації, ніж просто повідомлення про можливі помилки. Надмірна перевірка та опитування автоматизованої допомоги може збільшити тиск часу та ускладнити завдання, таким чином зменшуючи користь, тому деякі автоматизовані системи підтримки прийняття рішень балансують позитивні та негативні ефекти, а не намагаються усунути негативні ефекти.

## Подальше читання
- Goddard, K; Roudsari, A; Wyatt, J. C. (2011). Automation bias — a hidden issue for clinical decision support system use. International Perspectives in Health Informatics. Studies in Health Technology and Informatics. Т. 164. с. 17—22. ISBN 978-1-60750-708-6. PMID 21335682. {{cite book}}: Перевірте значення |authorlink1= (довідка)